# Cénotaphe (Belfast)
Le Cénotaphe de Belfast est un mémorial de la Première Guerre mondiale situé devant l'Hôtel de ville de Belfast, en Irlande du Nord.

## Caractéristiques
Le Cénotaphe de Belfast est situé dans le jardin du souvenir sur le côté ouest de l'hôtel de ville. Il a la forme d'un portique semi-circulaire avec en son centre un monument parallélépipédique, le cénotaphe proprement dit, d'une dizaine de mètres de haut. Il est dédié aux morts de la Grande Guerre.